# Molannodes nimrod
Molannodes nimrod is een schietmot uit de familie Molannidae. De soort komt voor in het Oriëntaals gebied.